# Huvahendhoo
Huvahendhoo est une petite île inhabitée des Maldives. C'est une des nombreuses îles-hôtel des Maldives, accueillant un hôtel depuis 1994, actuellement le Lily Beach Resort & Spa at Huvahendhoo.

## Géographie
Huvahendhoo est située dans le centre des Maldives, au Sud-Est de l'atoll Ari, dans la subdivision de Alif Dhaal. Elle se situe à environ 80 km de la capitale Malé.